# Stenbittjärnen (Fredrika socken, Lappland)
Stenbittjärnen är en sjö i Åsele kommun i Lappland och ingår i Gideälvens huvudavrinningsområde.
Sjön ingår i naturreservatet Stenbittjärnen.